# Kanton Sargans

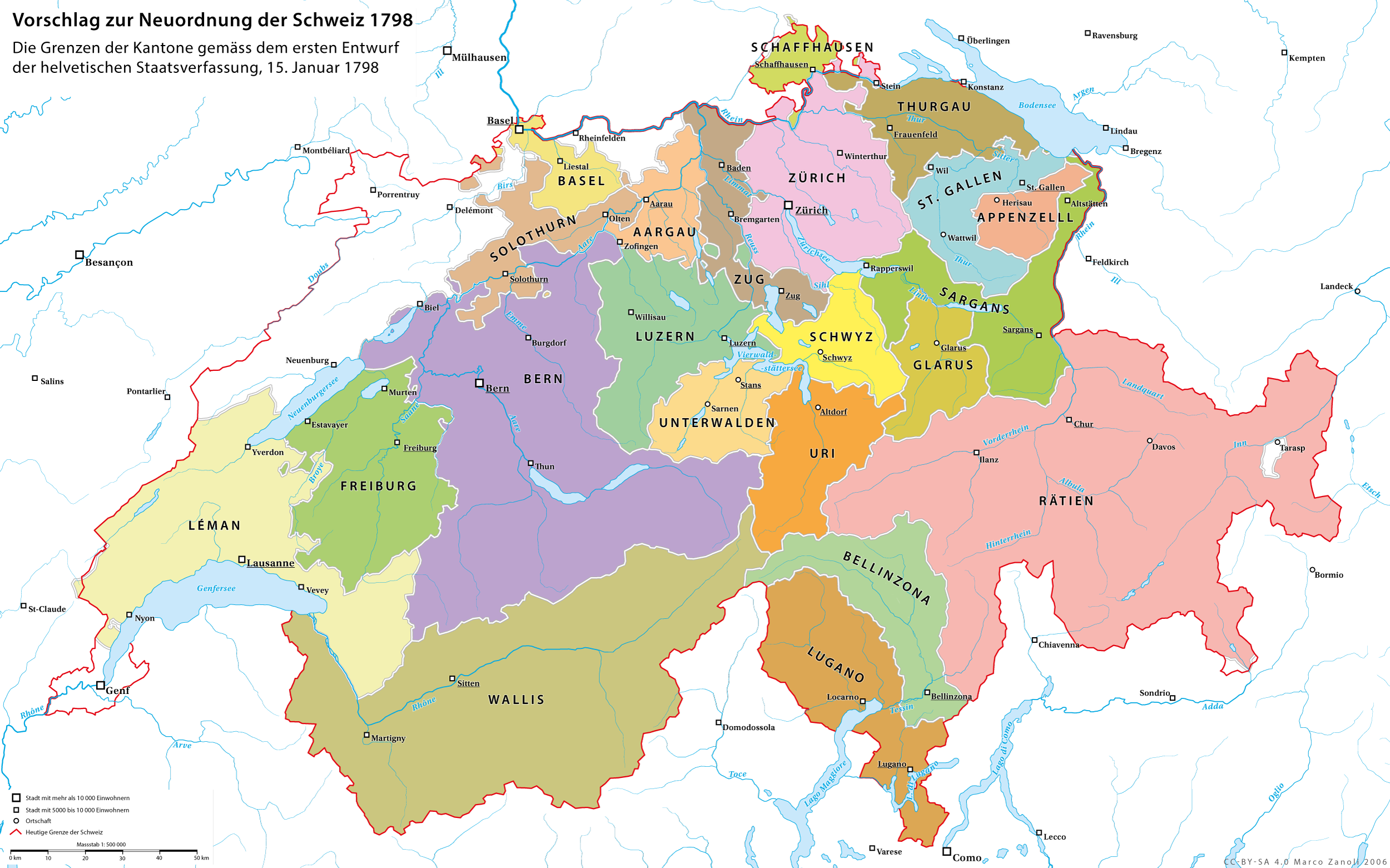
Kanton Sargans

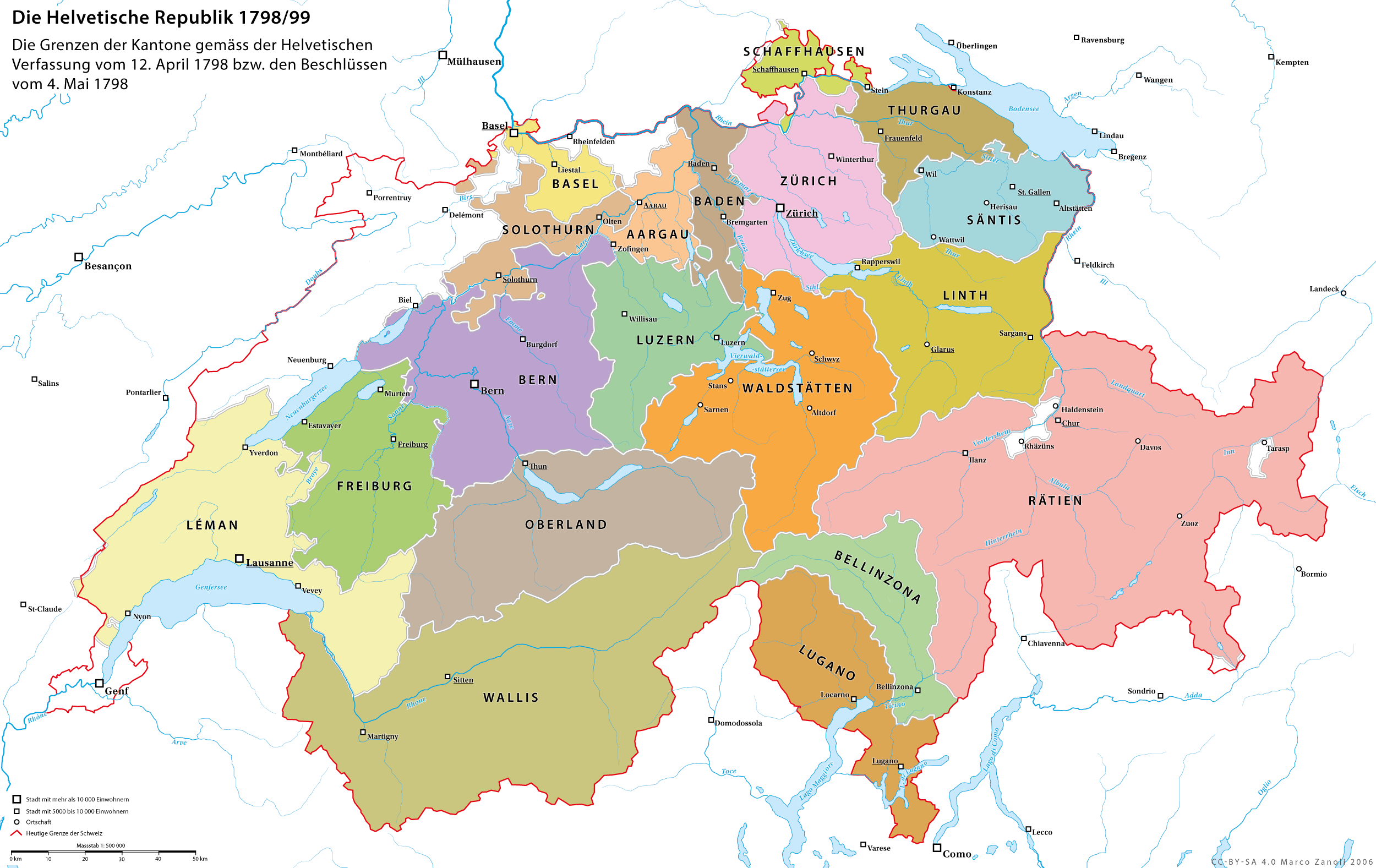
Kanton Linth (1798–1803)

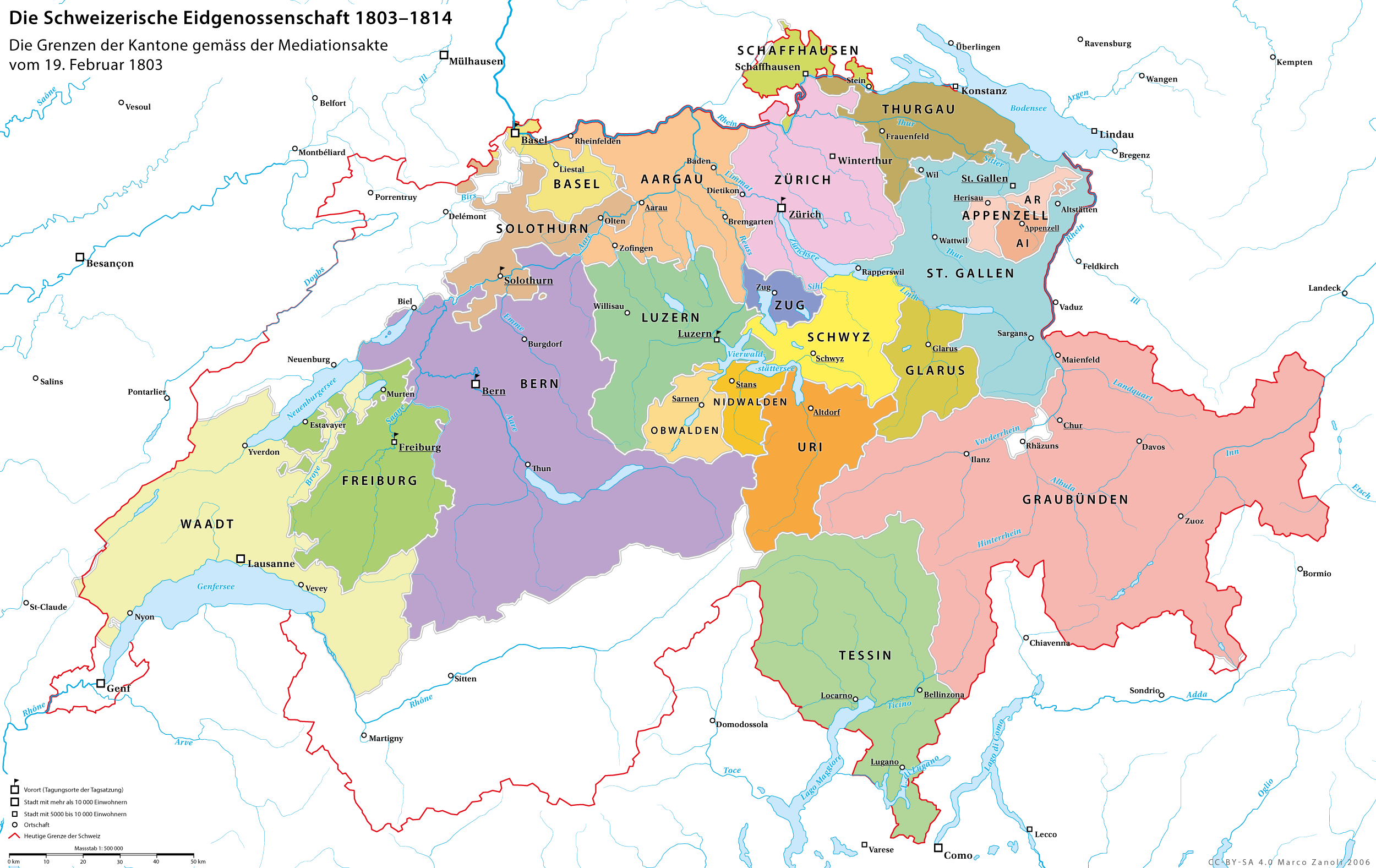
Kanton St. Gallen (ab 1803)

Der Kanton Sargans war ein geplanter Kanton in den Anfängen der Helvetischen Republik im ersten Semester 1798. Die Quellen darüber, ob der Kanton je existierte, sind widersprüchlich.
Die Grafschaft Sargans, bis dahin Untertanengebiet als gemeine Herrschaft der VIII Orte, wurde am 5. März 1798 in die Freiheit entlassen. Dieses Gebiet gründete daraufhin einen eigenen Kanton und hielt  am 22. März 1798 eine freie Landsgemeinde ab, an der eine provisorische Regierung gewählt wurde. Zu einer offiziellen Benennung kam es nicht. Heute wird dieser Kanton oft als Kanton der ehemaligen Grafschaft Sargans bezeichnet, um ihn vom geplanten grösseren Kanton Sargans unterscheiden zu können.
In der von Frankreich erzwungenen Verfassung der helvetischen Republik vom 12. April 1798 war der Kanton Sargans als einer der 22 Schweizer Kantone vorgesehen. Diese Verfassung wurde jedoch von den Kantonen der Inner- und Ostschweiz nicht akzeptiert.
Am 4. Mai 1798 reorganisierte der französische Regierungskommissar Rapinat die Kantonsgebiete und die Grafschaft Sargans wurde dem neuen Kanton Linth zugeschlagen. Sargans war während der restlichen Helvetischen Republik Teil des Kantons Linth. Durch die Mediation kam 1803 die ganze ehemalige Grafschaft Sargans zum Kanton St. Gallen.

## Geografie
Der in der vorläufigen Verfassung geplante Kanton bestand aus folgenden Gebieten:
- Grafschaft Uznach
- Herrschaft Windegg (Gaster)
- Stadt Rapperswil
- Grafschaft Sargans
- Grafschaft Werdenberg
- Amt Gams (Hohensax)
- Herrschaft Sax-Forstegg
- Herrschaft Rheintal
- March (ehemaliges Untertanengebiet des Ortes Schwyz)